# Hemitilapia oxyrhyncha
Hemitilapia oxyrhyncha es una especie de peces de la familia Cichlidae en el orden de los Perciformes.

## Morfología
Los machos pueden llegar alcanzar los 20 cm de longitud total.

## Hábitat
Vive en zonas de clima tropical  entre 24 °C-26 °C de temperatura. 

## Distribución geográfica
Se encuentran en África: es una especie endémica del lago Malawi. 